# NGC 4260
NGC 4260 је спирална галаксија у сазвежђу Девица која се налази на NGC листи објеката дубоког неба.
Деклинација објекта је + 6° 5' 54" а ректасцензија 12h 19m 22,2s. Привидна величина (магнитуда) објекта NGC 4260 износи 11,8 а фотографска магнитуда 12,7. Налази се на удаљености од 36,400 милиона парсека од Сунца. NGC 4260 је још познат и под ознакама UGC 7361, MCG 1-31-54, CGCG 42-15, VCC 341, PGC 39656.